# Per Martin Sunde
Per Martin Sunde (Oslo, 23 febbraio 1944) è un ex sciatore alpino norvegese.

## Biografia
Sciatore polivalente con maggior propensione alle prove tecniche, Per Martin Sunde debuttò in campo internazionale in occasione del trofeo Holmenkollen-Kandahar 1960 (Holmenkollen, 18-20 marzo), classificandosi 29º nello slalom gigante, 18º nello slalom speciale e 21º nella combinata; ai Mondiali di Chamonix 1962 (10-18 febbraio), suo esordio iridato, si piazzò 27º nello slalom gigante, l'unica gara nella quale prese il via, e nel prosieguo di quella stagione 1961-192 fu 3º nella combinata del trofeo Holmenkollen-Kandahar (Holmenkollen, 2-4 marzo). Ai IX Giochi olimpici invernali di Innsbruck 1964 (29 gennaio-9 febbraio), sua unica presenza olimpica nonché congedo iridato, si piazzò 23º nello slalom gigante e 16º nello slalom speciale; il 22 marzo seguente vinse lo slalom speciale di Oppdal a pari merito con Karl Schranz.
Nel 1965 ottenne i risultati più prestigiosi della sua carriera, classificandosi 3º sia nello slalom speciale del trofeo del Lauberhorn sulla pista Männlichen/Jungfrau di Wengen (10 gennaio), sia in quello dell'Hahnenkamm sulla Ganslern di Kitzbühel (24 gennaio). Nel 1967 prese parte alla prima edizione della Coppa del Mondo: esordì nella gara inaugurale del circuito, lo slalom speciale di Berchtesgaden del 5 gennaio senza completare la prova, e ottenne il primo piazzamento il 15 gennaio a Wengen nella medesima specialità chiudendo 15º: tale risultato rimase il migliore di Sunde nel massimo circuito internazionale, nel quale ottenne l'ultimo piazzamento il 16 febbraio 1969 a Kranjska Gora in slalom gigante (44º) e prese per l'ultima volta il via il giorno successivo nella medesima località in slalom speciale, senza completare quella che sarebbe rimasta la sua ultima gara in carriera.

## Palmarès

### Universiadi
- 2 medaglie[10]:
  - 1 oro (slalom gigante a Innsbruck 1968)
  - 1 argento (slalom speciale a Innsbruck 1968)

### Campionati norvegesi
- 3 medaglie[senza fonte]:
  - 2 ori (slalom speciale nel 1961; slalom speciale nel 1964)[11]
  - 1 bronzo (slalom gigante nel 1964)[senza fonte]